# Los ángeles (álbum de Rosalía)
Los ángeles es el primer álbum de estudio de la cantante española Rosalía en conjunto con el productor y músico español Raül Refree. Fue publicado el 10 de febrero de 2017. Con este álbum, Rosalía se dio a conocer en el panorama musical, donde comenzó a tomar la importancia suficiente para incluso ser nominada a los Premios Grammy Latino. Los ángeles es reconocido por cuantiosos medios como el mejor disco del 2017 en España. 
El disco es una obra conceptual que reflexiona acerca de la muerte. En él, se recuperan y reinterpretan cantes antiguos en los que este tema está presente. Es un trabajo sobrio compuesto esencialmente por voz y guitarra.
La producción comenzó a ganar más popularidad después del éxito del segundo álbum como solista de Rosalía, El mal querer, lo que permitió que Los ángeles entrara al Top 10 de España por primera vez.
El primer sencillo, «Catalina», fue lanzado en octubre de 2016 como anticipo del álbum. El segundo sencillo que cerró la promoción del disco es «De plata», publicado en mayo de 2017.

## Lista de canciones
Todas las canciones están producidas por Raül Refree. Todas las letras son de dominio público, excepto cuando se indique lo contrario.
| N.º   | Título                       | Escritor(es) | Duración |  |
| 1.    | «Si tú supieras compañero»   | Manuel López-Quiroga Miquel Nicolás M. Callejón López Alcalá Rafael de León y Arias de Saavedra Raül Fernandez Miró Rosalía Vila Tobella | 6:04     |  |
| 2.    | «De plata»                   | | 4:28     |  |
| 3.    | «Nos quedamos solitos»       | | 5:15     |  |
| 4.    | «Catalina»                   | | 3:34     |  |
| 5.    | «Día 14 de abril»            | | 6:06     |  |
| 6.    | «Que se muere, que se muere» | Rafael Salazar | 1:28     |  |
| 7.    | «Por mi puerta no lo pasen»  | | 4:39     |  |
| 8.    | «Te venero»                  | Joaquin Alfonso Navas Jose Arroyo García José Tejada Martin Mera                                                                         | 4:06     |  |
| 9.    | «Por castigarme tan fuerte»  | | 2:08     |  |
| 10.   | «La hija de Juan Simón»      | | 4:09     |  |
| 11.   | «El redentor»                | | 3:01     |  |
| 12.   | «I See a Darkness»           | Will Oldham | 4:08     |  |
| 49:06 |                              | |          |  |

## Ventas y certificaciones
| País   | Lista           | Posición de ingreso | Mejor posición | Semanas en la mejor posición | Semanas en la lista | Última semana        | Ref.  |
| ------ | --------------- | ------------------- | -------------- | ---------------------------- | ------------------- | -------------------- | ----- |
| España | Top 100 Álbumes | 42                  | 9              | 1                            | 116                 | 9 de febrero de 2020 | [ 5 ] |

## Reconocimientos
- Premio Ruido de la Prensa, premio al mejor disco español de 2017[6]
- Rockdelux,  número 1 de mejor video, número 1 de mejor disco, número 1 de mejor artista de 2017
- Timeout, premio a mejor disco de 2017[7]
- ABC, número 1 mejor disco nacional de 2017[8]